# 庫利基夫卡區

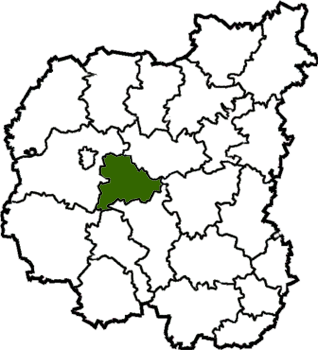

庫利基夫卡區（烏克蘭語：Куликівський район），曾是烏克蘭北部切爾尼戈夫州的一個區，行政中心設於庫利基夫卡，面積944平方公里，2013年人口17,952，人口密度每平方公里19.02人。
2020年7月18日作为乌克兰行政区划改革的一部分，切爾尼戈夫州的区份减至为五个。庫利基夫卡區的范围并入切爾尼希夫區。